# De kletsende vrouw
De kletsende vrouw is een volksverhaal uit Nederland.

## Het verhaal
Een echtpaar en hun kinderen leven van wildstroperij, weven en vissen. Als de man naar zijn zalm-fuik en vossen-val loopt, ziet hij een zak vol geld op de weg. Hij gaat naar huis, maar vermoedt dat zijn vrouw geen geheim kan bewaren. Hij zet de zak achter een dikke boom en gaat naar de val en fuik, die beiden een dier bevatten. Hij slaat de dieren dood en verwisselt ze. Hij gaat naar zijn vrouw en neemt haar mee. Er brandt licht in het gemeentehuis en de man legt zijn vrouw uit dat het de nacht is dat de diender met de duivel afrekent. De vrouw vertelt dat ze niet wist dat dit eens per jaar gebeurt en ze komen bij de val met de zalm erin en de fuik met de vos erin. Op de terugweg schuilen ze onder de dikke boom en de vrouw vindt de zak vol geld. De vrouw vertelt dit na een tijdje tegen de buurvrouw en al snel weet het hele dorp van het voorval. Het echtpaar moet het geld op het raadhuis afgeven, maar de man legt uit dat zijn vrouw niet goed bij haar hoofd is. De vrouw zegt dat ze zeker weet dat het gebeurde in de nacht dat de diender met de duivel afrekent. Ze vertelt ook van de vos in de fuik en de zalm in de val en de burgemeester stuurt hen naar huis.

## Achtergronden
- Het verhaal is bewerkt naar Het gevonden geld uit Volkskunde. Het is omstreeks 1890 verteld in Steenwijk en werd opgenomen in Volkskunde 14 (1901-1902).
- Het verhaal is bekend van de Kaukasus tot Scandinavië en er zijn ook Vlaamse varianten.
- Het is een goed voorbeeld van een klucht over een echtpaar, waarin de man de loslippigheid van zijn vrouw bespot.